# Sofia Carson
Sofía Lauren Daccarett Char Carson (Fort Lauderdale, Florida; 10 de abril de 1993) conocida artísticamente como Sofia Carson, es una actriz, bailarina, cantante y compositora estadounidense de origen colombiano.   
Su primera aparición en televisión fue como actriz invitada en la serie de Disney Channel Austin & Ally. En 2015, 2017 y 2019, apareció como Evie, la hija de la Reina Malvada, en la película de Disney Channel, Descendants, y sus secuelas.
En 2016, apareció como Lola Pérez en Adventures in Babysitting y Tessa en A Cinderella Story: If the Shoe Fits.
Carson es una de las protagonistas en la serie de Freeform Pretty Little Liars: The Perfectionists que se estrenó en 2019 y por la que obtuvo una nominación a los Teen Choice Awards en la categoría Mejor Actriz. Después de estrenar Feel the Beat en Netflix en junio de 2020, protagonizó junto a KJ Apa la película Songbird (2020), producida por Michael Bay y basada en la pandemia de COVID-19.
En julio de 2022 se estrenó Corazones malheridos en Netflix, película en la cual además de ser la protagonista, es la productora ejecutiva, compositora y bailarina.

## Biografía
Nació en Fort Lauderdale, Florida. La madre de Sofía Carson, Laura Char Carson, es colombiana, de ascendencia estadounidense y de inmigrantes sirios. Por otro lado, su padre, José Daccarett, es colombiano de ascendencia árabe. Toda su familia es oriunda de Barranquilla, Colombia.  Asistió a la escuela St. Hugh y se graduó de la Escuela de Carrollton del Sagrado Corazón en Miami. Más recientemente Carson asistió a la UCLA, especializándose en comunicaciones con un título en francés.

## Carrera

### 2012-2015: Inicios de carrera
En 2012, Sofia Carson firmó con BMI como una cantautora. Su carrera inició en 2014, cuando apareció como actriz invitada, interpretando a Chelsea, en la serie de Disney Channel Austin & Ally. Unos meses más tarde, Carson apareció como actriz invitada recurrente, interpretando a Soleil, en la serie de MTV Faking It. En 2014, fue escogida como protagonista en la película original de Disney Channel Descendants. En Descendants, Carson interpreta a Evie, la hija de la Reina Malvada de Blancanieves (Kathy Najimy).

### 2015-2019:Películas en Disneyy carrera musical

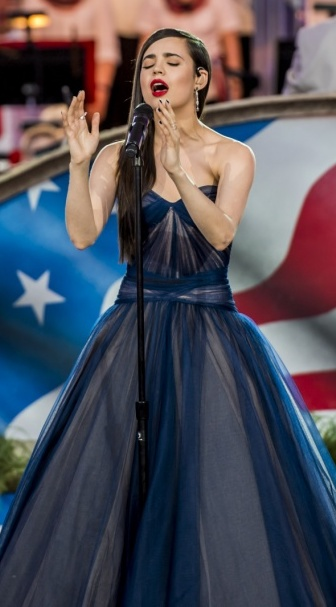
Carson en el concierto A Capitol Fourth en julio de 2017.

El 9 de enero de 2015, fue elegida para el papel protagonista en la película de Disney Channel Adventures in Babysitting. La filmación comenzó en la primavera de 2015, para un estreno en televisión a principios de 2016. En marzo de 2016, Hollywood Reporter anunció que Carson obtuvo el papel principal en la última entrega de la saga A Cinderella Story, A Cinderella Story: If the Shoe Fits, dirigida por Michelle Johnston y producido por Dylan Sellers, que se lanzó directamente a DVD y luego se estrenó en Freeform. En una entrevista realizada en agosto de 2015, Carson declaró que estaba trabajando en su primer álbum. 
En septiembre de 2015, se añadió a Carson en la lista de artistas de Hollywood Records. Anteriormente, algunos de los sitios web de Disney Channel Europa informaron de la incorporación de Sofia al sello discográfico.
En marzo de 2016, Hollywood Records y Republic Records anunciaron oficialmente que Sofia había firmado un contrato discográfico con ambas compañías. Su sencillo debut es «Love Is the Name», una interpolación de «Live Is Live» de Opus y fue lanzado el 10 de abril. En la última semana de agosto de 2017, lanzó su sencillo titulado «Ins And Outs».  
Volvió a interpretar a Evie en Descendants 2 que se estrenó en el verano de 2017, rompiendo récords de audiencia en los Estados Unidos. En mayo de 2018, se empezó a grabar Descendants 3 que se estrenó el 2 de agosto de 2019.
Las grabaciones de Descendants 3 en Vancouver y Pretty Little Liars en Portland se cruzaron con el plan de lanzamiento, no obstante, participó en el segundo semestre del año en tres sencillos: «Rumors» con R3hab, «Different World» con Alan Walker y «San Francisco» con Galantis, posicionándose como una de las artistas más buscadas en el mundo para colaborar en el género de la música electrónica. Su participación en la banda sonora de la película Descendientes le ha garantizado seis discos de oro en Estados Unidos. En julio de 2019, fue anunciado que Sofia cantaría la versión en español de «Ciclo sin Fin», el tema central de la película El Rey León.

### 2020-presente:Incursión en películas para NetflixySofia Carson
En enero de 2020, Carson fue nombrada embajadora de Revlon. En junio de 2020, Revlon lanza su colección en colaboración con la artista The Revlon X Sofia Carson, que incluyen labiales y esmaltes para uñas. El 19 de junio, Netflix estrenó su película Siente el ritmo, en la cual Carson realizó el papel protagónico de April Dibrina.
En agosto de 2020, Carson fue seleccionada para presentar al ganador de la categoría «Mejor Video con Mensaje Positivo» en la premiación de los VMA's 2020, además, se asoció con MTV y Pepsi en una campaña que destaca las causas sociales promovidas por los artistas nominados, haciendo a la vez un llamado a los jóvenes a votar en las próximas elecciones presidenciales de Estados Unidos. En diciembre de 2020, se estrenó la película de suspenso Songbird, basada en la pandemia de COVID-19, la cual protagonizó junto con KJ Apa, Craig Robinson, Alexandra Daddario, entre otros.
En septiembre de 2021 Netflix estrenó la película animada My Little Pony: A New Generation, donde le prestó su voz al personaje Princess Pipp. Dos años después de ser nombrada embajadora de la Fundación Cultural Latin Grammy. En 2022, se anunció la Beca Sofía Carson, que beneficiará a un estudiante de la Escuela de Música de Berklee. En marzo de 2022, lanzó su álbum de estudio debut, Sofia Carson.
Asimismo, en julio de 2022 se estrenó la película romántica de Netflix “Corazones malheridos”, donde además de ser la productora ejecutiva de la película y compositora e intérprete de la banda sonora, también interpreta a Cassie, al lado del actor inglés Nicholas Galitzine. La película alcanzó la posición número uno en Netflix a nivel mundial y la banda sonora ha sido el más exitoso en la historia de la compañía. Carson es la intérprete de la canción "Applause" escrita por Diane Warren para la película "Tell it Like a Woman" que fue nominada para un premio Oscar en 2023 en la categoría Mejor Canción Original. Además, Carson se presentó en la 95.ª entrega de los Oscar interpretando esta canción.
En marzo de 2023, Carson fue nombrada embajadora de la marca de lujo Valentino Beauty. En 2024 protagoniza la película de Netflix "Carry-On" junto a los ganadores del Golden Globe Taron Egerton y Jason Bateman. En 2025, Carson participó en "The Life List", en dónde interpretó a Alex Rose y en "My Oxford Year" interpretando a Anna De La Vega, siendo productiva ejecutiva de esta última, ambas películas para streaming en Netflix.

## Filmografía

### Cine
| Año  | Título                               | Rol                            | Notas                        |
| ---- | ------------------------------------ | ------------------------------ | ---------------------------- |
| 2016 | Tini: The Movie                      | Melanie Sánchez                |                              |
| 2016 | A Cinderella Story: If the Shoe Fits | Tessa Golding / Bella Snow     | Directamente para vídeo      |
| 2020 | Feel the Beat                        | April Dibrina                  |                              |
| 2020 | Songbird                             | Sara García                    | Actuación de voz             |
| 2021 | My Little Pony: A New Generation     | Princesa Pipp                  |                              |
| 2022 | Purple Hearts                        | Cassandra «Cassie» Salazar     | También productora ejecutiva |
| 2024 | Carry-On                             | Nora Parisi                    |                              |
| 2025 | The Life List                        | Alexandra Carolina "Alex" Rose |                              |
| 2025 | My Oxford Year                       | Anna De La Vega                | También productora ejecutiva |

### Televisión
| Año       | Título                                  | Rol                     | Notas                                       |
| --------- | --------------------------------------- | ----------------------- | ------------------------------------------- |
| 2014      | Austin & Ally                           | Chelsea                 | Episodio: «Princesses & Prizes»             |
| 2014      | Faking It                               | Soleil                  | 2 episodios                                 |
| 2015      | Descendants                             | Evie                    | Película para televisión                    |
| 2015-2017 | Descendants: Wicked World               | Evie                    | Rol de voz; serie animada                   |
| 2016-2018 | Soy Luna                                | Ella misma              | Invitada (temporadas 1 y 3); 3 episodios    |
| 2016      | Walk the Prank                          | Ella misma              | Episodio: «Adventures in Babysitting»       |
| 2016      | Adventures in Babysitting               | Lola Pérez              | Película para televisión                    |
| 2017      | Spider-Man                              | Keemia Marko / Sandgirl | Rol de voz; 2 episodios                     |
| 2017      | Descendants 2                           | Evie                    | Película para televisión                    |
| 2018      | Famous in Love                          | Sloane Silver           | 4 episodios                                 |
| 2019      | Pretty Little Liars: The Perfectionists | Ava Jalali              | 10 episodios                                |
| 2019      | Descendants 3                           | Evie                    | Película para televisión                    |
| 2020      | Elena de Avalor                         | Maliga                  | Rol de voz; episodio: «The Birthday Cruise» |
| 2020      | The Disney Family Singalong             | Ella misma              | Especial de televisión                      |
| 2020      | Chateando con Annie y Jayden            | Ella misma              | Episodio: «Confetti Clean Up»               |
| 2021      | Descendants: The Royal Wedding          | Evie                    | Rol de voz; especial animado                |
| 2023      | The Muppets Mayhem                      | Ella misma              | Episodio: "Track 3: Exile on Main Street"   |
| 2023      | American Idol                           | Ella misma              | Mentora invitada, episodio: "Disney Night"  |

## Discografía
- Sofia Carson (2022)

## Premios y nominaciones
Teen Choice Awards
| Año  | Categoría                    | Trabajo    | Resultado |
| ---- | ---------------------------- | ---------- | --------- |
| 2016 | Choice Music: Next Big Thing | Ella misma | Nominada  |